# Zeitschrift für Finanzmarktrecht
Die Zeitschrift für Finanzmarktrecht (ZFR) ist eine juristische Fachzeitschrift und erscheint seit Januar 2006 in Österreich (Wien) im Verlag LexisNexis ARD ORAC GmbH & Co KG.

## Herausgeber
Die ZFR wird seit 2017 vom Verlag LexisNexis ARD ORAC GmbH & Co KG sowie den Universitätsprofessoren Olaf Riss, Martin Winner und dem Juristen Rainer Wolfbauer herausgegeben.
ZFR erscheint zwölfmal jährlich.

## Inhalt
Im ZFR werden in deutscher Sprache kurze Fachartikel mit Praxistipps zu aktuellen aufsichts-, unternehmens- und verbraucherschutzrechtlichen Themen, eine Übersicht über den aktuellen Stand wichtiger Gesetzesvorhaben in Österreich und der EU und im geringen Umfang anderer Unionsmitgliedstaaten sowie praktische Judikaturübersichten zu speziellen Themen neben neuesten Entscheidungen und Informationen im Bereich des Finanzmarktrechtes kurz und bündig dargestellt.
Auf eine kritische Stellungnahmen zu finanzmarktrechtlichen Themen im Editorial als ein Fixpunkt jedes Heftes wird ein weiterer Schwerpunkt gelegt.

## Zielgruppe
Vom Verlag werden als Zielgruppe der ZFR genannt: Banken und Versicherungen, Finanzdienstleister, Rechtsanwälte, Steuerberater und Wirtschaftsprüfer, Verbraucherschutzeinrichtungen, Pensionskassen, einschlägige Behörden und Universitäten.

## Redaktion und Lektorat
Die Redaktion der ZFR wird von Anna Bachleitner und anderen wahrgenommen (Fachredaktion für Finanzmarktrecht des Verlags LexisNexis).
Das Lektorat und die Autorenbetreuung der ZFR obliegt Doris Lamani.

## Finanzierung
ZFR wird durch Inserate und Abonnements finanziert.

## Aufbau
ZFR wird regelmäßig wie folgt gegliedert:
- Editorial,
- Beiträge,
- Judikatur,
- Aktuelles,
- Rezension.

## Zitierweise
Beiträge und Entscheidungen, die in der ZFR veröffentlicht bzw. besprochen werden, werden (wie auch bei anderen Zeitschriften) üblicherweise folgendermaßen zitiert: ZFR Jahr / Seite, Artikelnummer oder ZFR Jahr / Seite oder ZFR Jahr, Artikelnummer.